# Nagy György János
Nagy György János (Kőszeg, 1735. – Sopron, 1812. május 19.) evangélikus lelkész.

## Élete
1749-től 1759-ig Sopronban az evangélikus gimnáziumban tanult; a jenai egyetemre 1760-ban iratkozott be; 1766. február 16-tól szubrektor volt Sopronban az evangélikus gimnáziumban és 1783-tól lelkész Harkán (Sopron megye). Közben nevelő volt több úri családnál; így Kinszky Ernesztina grófnőt is a magyar nyelvre tanította. Sopron megye gyűlésén vetette fel a következő ajánlatot: "Mivel már oly sok panaszt hallani a német tanítás ellen, arra kérem az urakat, adják felnőtt fiaikat énhozzám és én megmutatom, hogy 5 - 6 hónap alatt jól fognak németül írni és beszélni; a kényszerítő szükség hatása alatt én hazafiságból ajánlom fel szolgálatomat a nemes vármegyének; mindenkit, aki jelentkezik, valláskülönbség nélkül és ingyen fogok tanítani." A Harkai Nemesi Akadémiát több nemes ifjú is látogatta, velük együtt Nagy táblabírókat is tanított a német nyelvre.
Eredményeit látván II. Józseffel Nagyot Vas és Sopron megyék tanfelügyelőjévé szerették volna megtenni, amikor Bécs ment II. Józsefhez meghallgatásra, felajánlottak számára egy állást. Hogy előléptethessék, 1789. augusztus 20-án lemondatták prédikátori hivataláról. Kinevezéséte ellenségei hátráltatták, s midőn II. József elhunyt, Nagy György állás nélkül maradt. Amikor 3 évi eredményes munkát követően Harkáról átköltözött Sopronba, a Nemesi Akadémia is megszűnt. Ezután saját házában leckeadással töltötte idejét.

## Munkái
- Bey der frühen Gruft des Herrn Wolfgang Artner… wolte da desselben solennes Leich-Begängnis den 25. April gehalten wurde… Oedenburg, 1763.
- Menes perillustris condam ac generosi dni Joannis Pelcz causarum perincl. regnum Hungariae for. utr. juris advocati et civitatis regiae lib. Soproniensis interioris ordinis senatoris aeque patroni longe gratiosissimi, occasione solennium funeris exequiarum anno 1770. die 16. Novemb. defleti per I(on.) W(ietoris) & I(oh.) G(eorg) N(agy) amicos Sopronii.
- Ist der Saganische Normalunterricht gründlich und zweckmäszig? Wien, 1786. 8r. 76 lap. (77-127. l. Principia Logices).
- Einleitung in die ungarisch-philosophische Sprachlehre. Wien, 1793. (Ism. Allg. Liter. Zeitung 1696. I. 44. szám).
- Tudósítás a sopronyi nádméz fabrikának felállításáról. Sopron, 1794.

Kézirata a Magyar Nemzeti Múzeumban: Die angenehmen und widrigen Schicksale eines 30 jährigen Contribuenten in einer Biographie beschrieben. Sopron, 1810. júl. 28., ívrét 48 lap. (Önéletrajza).